# Étoile du Congo
L'Étoile du Congo és un club congolès de futbol de la ciutat de Brazzaville.
El club va ser fundat l'any 1926 com a Club Scolaire Brazzavillois, més tard anomenat Etoile Poto-Poto (fou campió el 1931) i més tard Etoile du Congo. Els seus colors són el groc i el verd.

## Palmarès
- Lliga de la República del Congo de futbol:[4]
  - 1968, 1978, 1979, 1980, 1985, 1987, 1989, 1993, 1994, 2000, 2001, 2006
- Copa de la República del Congo de futbol:[5]
  - 1983, 1995, 2000, 2002, 2006, 2019
- Supercopa de la República del Congo de futbol:
  - 2019

## Jugadors destacats
- Franchel Ibara
- Patrick Lolo